# Rave blanc
Rave blanc, (Raphanus sativus var. longipinnatus), també anomenat daikon (del japonès 大根, literalment "arrel grossa"), rave japonès, rave xinès, io bok i mooli (de l'hindi/urdú muulii), és un rave blanc de gust suau i molt gros de l'est d'Àsia. És originari de l'Àsia continental.
N'hi ha moltes varietats, però al Japó la més comuna és el daikon aokubi, que té la mida d'una pastanaga gegant (de 20 a 35 cm de llargada) i de 5 a 10 cm de diàmetre. A la prefectura de Kagoxima es cultiva la varietat sakurajima, que té forma de xirivia i sovint fa 50 cm de diàmetre i pesa 45 kg.
El seu gust és més suau que els raves més petits.

## Cultiu

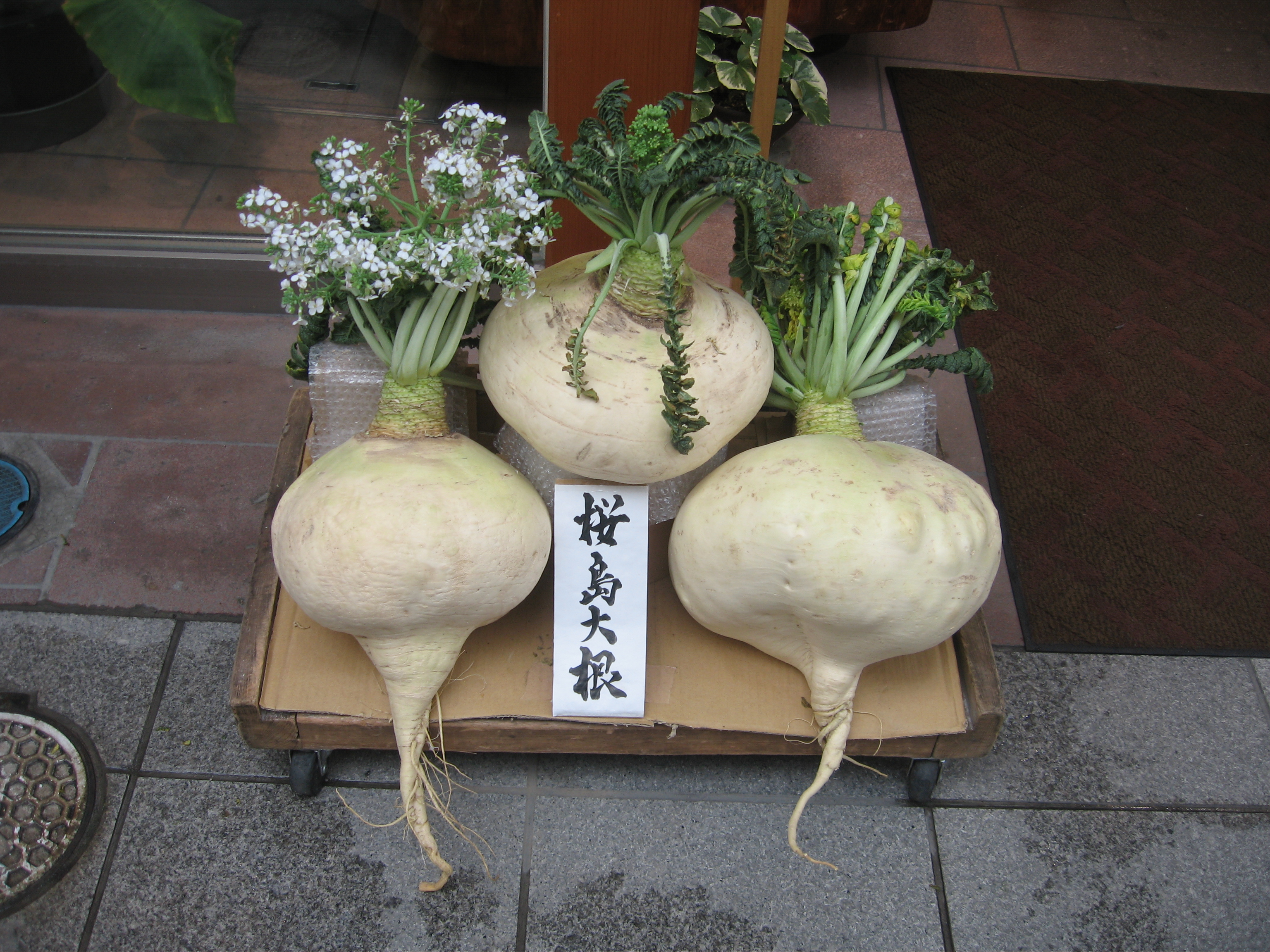
Daikon Sakurajima

La varietat xinesa o mooli tolera temperatures més altes que el daikon japonès. Necessita molta humitat en el sòl, si no el seu gust és més fort i l'arrel més dura.

## Ús
Es fa servir en la gastronomia xinesa on el pastís de xirivia i el txai tou kwai estan fets de daikon. De vegades es fa servir per fer guarnicions.
A Corea es fa servir una varietat per fer kkakdugi i nabak kimchi i en la sopa muguk.
En la gastronomia japonesa es posa en vinagre entre ells el takuan i bettarazuke. També en la salsa ponzu. El daikon sec i curat es diu Kiriboshi-daikon. Els brots de daikon (Kaiware-daikon) es fan servir en amanida o guarnició del sashimi.
La fulla de daikon també es menja crua, en vinagre i fregida. Les fulles de daikon formen part del festival de les set herbes anomenat suzushiro.
Al Pakistan, Bangladesh i sud de l'Índia també es consumeix daikon, i les seves fulles condimentades, bullides i fregides. La sopa de daikon és molt popular entre els tàmils.

## Informació nutricional
El daikon té un contingut calòric molt baix, 100 grams només tenen 15 calories però proporcionen el 34% de la vitamina C necessària diària. També té l'enzim mirosinasa.